# إميل آرماند
إميل آرماند (بالفرنسية: Émile Armand)‏ (اسمه المستعار: إرنست لوسيان جوين آرماند، 26 مارس 1872- 19 فبراير 1962)؛ هو لاسلطوي فردي فرنسي مؤثر في مطلع القرن العشرين؛ تخصص أيضًا في الكتابة في مجال الحب الحر/ تعدد علاقات الحب، والمجتمع المتعمد، والسلامية/ معاداة النزعة العسكرية، وقد كان داعيًا جماهيريًا وناشطًا. كتب وحرر المنشورات الأناركية: لير نوفيل (1901–1911) ولانارشي ولين ديور (1922–1939) ولونيك (1945–1953).

## الحياة والنضال
ولد آرماند في باريس في 26 مارس من عام 1872. كان ابن أحد المشاركين في كومونة باريس. اعتنق في البداية المسيحية عن طريق جيش الخلاص ثم أصبح لاحقًا ملحدًا. اكتشف آرماند اللاسلطوية نحو عام 1895- 1896 من خلال الاتصال مع مجلة لي تيمبس نوفو التي حرّرها جان غراف. كتب في وقت لاحق مقالات تحت اسم مستعار جونيوس، وفي مجلة ليبرتاير تحت اسم سيباستيان فور. أثر كل من ليو تولستوي، وبنجامين تاكر، ووالت ويتمان ورالف والدو إيمرسون بشكل كبير في كتاباته.
تعاون آرماند فيما بعد مع المجلات اللاسلطوية والسلمية الأخرى مثل لا ميزري ولونيفرسال ولو كري دوريفولت. أسس مع ماري كوجل (رفيقته حتى عام 1906) مجلة لير نوفيل في عام 1901، والتزمت هذه المجلة في بدايتها باللاسلطوية المسيحية، واعتنقت لاحقًا اللاسلطوية الشيوعية، ثم التزمت باللاسلطوية الفردية في عام 1911. أسس ليغ أنتيميليتاريست في عام 1902 مع ألبرت ليبرتاد وجورج ماثياس باراف-جافال، أحد معتنقي الفردية بشكل كبير. سعى آرماند إلى تطبيق هذه المبادئ ضمن المساحات والأحداث والكوميونات التجريبية الاجتماعية التي دعتها الجماعات اللاسلطوية في فرنسا في ذلك الوقت باسم ليبرس ميليو.
بدأ آرماند اعتبارًا من عام 1902 كتابة كوزوري بوبيولير وبدأت شراكة النشر والكتابة مع اللاسلطوي الفردي المهم ألبرت ليبرتاد. بدأ التعاون في مجلة لانارشي في عام 1905. سُجن آرماند بسبب نشاطه اللاسلطوي والسلمي والمعادي للنزعة العسكرية عدة مرات خلال هذه الفترة.
نشر كتاب كي سي كان أنارشي في عام 1908. تزوج من دينيس روغوليت التي ساعدته ماليًا في عام 1911، واستطاع بذلك التركيز على نشاطه. بدأ في نشر مجلة لين ديور والتي استمرت حوالي 17 عامًا منذ عام 1922. وفي الوقت نفسه، كتب بويزي كومبوزي أُو بريزون، وإنيتياسيون إنديفيدواليست أنارشيست (1923) ولا ريفولوسيون سيكسويل إي لا كاماراديريي أموروز (1934). نشر «طرق الحياة المجتمعية دون دولة وسلطة. التجارب الاقتصادية والجنسية عبر التاريخ» وقدم بواسطتها المجتمعات المتعمدة اللاسلطوية وغير اللاسلطوية في أوقات مختلفة؛ وجادل فيها بأن هذه التجارب كانت طرق الفعل للمقاومة والدعاية لإمكانية العيش بشكل مختلف وفقًا لما تراه المجموعات المتجانسة. أعاد بهذه الطريقة إحياء الفكر الاشتراكي الطوباوي وممارسات المفكرين مثل روبرت أوين وخاصة شارل فورييه الذي استطاع آرماند الاستفادة من وجهات نظره حول الحب الحر وحرية الاستكشاف الشخصي.
بحلول ذلك الوقت، أثر فكره بشكل مباشر في الحركات اللاسلطوية الإسبانية من خلال مساعدة نشطاء لاسلطويين إسبان مثل خوسيه إليزالدي (مترجمه الرئيسي إلى الإسبانية) ومجموعته «سول يا فيدا» والصحافة اللاسلطوية الفردية مثل لا ريفيستا بلانكا، وإيتيكا، وإنيسياليز من برشلونة. أثرت «إنيسياليز» بشكل كبير على تفكير آرماند. دافع آرماند عن لغة إيدو المصطنعة مقابل الإسبرانتو بمساعدة خوسيه إليزالدي، في النقاشات داخل الأوساط اللاسلطوية؛ كما حافظ على اتصال أكثر انسيابية مع اللاسلطويين الفرديين المهمين في ذلك الوقت مثل الأمريكي بنجامين تاكر والفرنسي هان راينر. بالإضافة إلى ذلك، ساهم آرماند في كتابة عدد قليل من المقالات في أناركيست إنكلوبيديا الخاصة بسيباستيان فور، وكتب بالتحديد مقال اللاسلطوية الفردية على موسوعة إنكلوبيديا.
تجمع اللاسلطويون الفرديون الفرنسيون خلف آرماند ونشروا لونيك خلال الحرب العالمية الثانية وبعدها. استمرت لونيك بين عامي 1945 و1956 مع إصدار 110 عدد من هذه المجلة. كان آرماند ملحدًا.
توفي في 19 فبراير من عام 1963، في روان.